# منورعلی‌شاه شیرازی
حاج‌آقا محمد شیرازی معروف به منورعلیشاه (زاده ۱۲۲۴ قمری - درگذشته ۱۳۰۱ قمری در شیراز) از قطب‌های سلسله نعمت‌اللهی بود.
او پسر حاجی محمدحسن مجتهد (متوفی ۱۲۴۰ قمری) امام جماعت مسجد نو شیراز و عموی رحمت‌علیشاه بود. او از رحمت‌علیشاه سن کمتری داشت و پس از درگذشت وی، قطب دراویش نعمت‌اللهی شد. وی از سال ۱۲۷۸ تا ۱۳۰۱ قمری قطب این رشته از دراویش بود. در این مدت تعداد زیادی از مشایخ از طرف او اجازه ارشاد یافتند. او همچنین میرزا محمدمعصوم نایب‌الصدر پسر رحمت‌علیشاه را سرپرستی کرد و تحت تعلیم و تربیت خود قرار داد. پس از درگذشت منورعلیشاه پسرش وفاعلی‌شاه شیرازی قطب سلسله نعمت‌اللهی شد.
در زمان منورعلیشاه٬ صفی‌علیشاه که از درویشان منورعلیشاه بود و منورعلیشاه را جانشین رحمت‌علیشاه می‌دانست در تهران عده‌ای از شاهزادگان و بزرگان را به دور خود جمع کرد و سلسله نعمت‌اللهی صفی‌علیشاهی را بنیان نهاد.